# Matilla de los Caños del Río
Matilla de los Caños del Río è un comune spagnolo di 691 abitanti situato nella comunità autonoma di Castiglia e León.